# Matrescència
La matrescència és un concepte antropològic que designa els canvis psicològics, emocionals i d'identitat que experimenten les mares quan neix el seu primer fill. El concepte va ser creat per Dana Raphael, una antropòloga nord-americana, a principis dels anys setanta. La paraula es construeix a partir de les paraules "maternitat" i "adolescència" comparant aquest estat amb el de l'adolescència.
Dana Raphael en el seu llibre Being Female: Reproduction, Power, and Change descriu la matrescència com un estat de transició important en la vida de la dona, equiparable al trastorn de l'adolescència la qual cosa posa de manifest el caràcter psicològic i identitari (i no només físic) del canvi, així com el seu vessant transitori. Des del 2019 diversos estudis neurocientífics mostren un perfil pràcticament idèntic en els canvis cerebrals d'un grup de mares primerenques i els d'un grup de noies adolescents. La matrescència afecta la majoria de les dones i cal fer una distinció entre la depressió postpart, que requereix una cura específica, i la matrescència, que pot generar sentiments negatius sense revelar símptomes depressius.
Aquest concepte era relativament poc utilitzat abans del 2010, on va ser popularitzat als Estats Units per la psiquiatra Alexandra Sacks, en un article al New York Times titulat The birth of Mother el 2017. Després va escriure diversos articles i va donar conferències sobre el tema, tot contribuint-ne a la popularització.
Les principals característiques de la matrescència tal com les defineix Alexandra Sacks són les següents:
Aquesta etapa es caracteritza per un constant sentiments d'ambivalència en relació amb el nadó i la nova situació. La mare pot estar contenta i alhora trista, aclaparada pel desig de tenir temps per a ella mateixa i al mateix temps amb ganes de passar temps amb el seu nadó. El temps i l'energia necessaris per tenir cura d'un nadó són importants, i els recursos que la mare utilitza habitualment per a l'alimentació, la cura, l'esport, el treball, l'oci, la sexualitat, etc. queden monopolitzats per la maternitat i cal una redistribució d'aquesta energia entre diferents aspectes de la vida anterior de la mare i el seu nou rol com a mare.
La manera com una mare té cura del seu nadó està influenciada per la manera com la seva pròpia mare la va criar, així pot buscar imitar la seva pròpia mare o, per contra, separar-se d'ella tant com sigui possible. Aquesta experiència de maternitat pot portar a algunes dones a reviure la seva pròpia infància, de vegades dolorosament o bé també reparar ferides relacionades amb aquesta etapa.
A principis del 2020, aquest concepte es va estendre a França sobretot gràcies a Clémentine Sarlat que va crear un podcast titulat La Matrescence en què explorava les diferents facetes d'aquest període.